# Пропавший воитель (Коты-Воители)
«Пропавший воитель» — первая книга манги из трилогии о Крутобоке и самая первая манга «Котов-Воителей». Хронологически она является продолжением книги «Рассвет». Манга была издана в апреле 2007 года, а в России вышла в октябре 2010 года.

## Аннотация
Когда Двуногие разрушили лес, Крутобок, при попытке помочь друзьям, попадает в плен к захватчикам. В доме Двуногого Крутобок становится домашней киской. Но это не его путь. Лес зовёт его, и он сам стремится уйти. Вместе с новой подругой домашней киской Милли, которая поддерживает желание Крутобока отправиться на поиск родного племени, он пытается найти следы Грозовых котов.

## Сюжет
Двуногие отлавливают котов в лесу Грозового племени. Крутобок, воин этого племени, нападает на Двуногого и помогает остальным котам выбраться из чудища, где стоят клетки. Когда Крутобок помогает Яролике, он оказывается в ловушке сам. Двери чудища захлопываются, Крутобок, запертый в нём, уезжает в неизвестном направлении.
Крутобоку снится сон о том, как он встретил Огнезвёзда и об их дружбе, и Крутобок начинает тосковать по своему лучшему другу. Чувство одиночества завладевает им. Позже Крутобок просыпается в гнезде Двуногих и понимает, что это уже не сон. Он жалуется на еду и на жизнь взаперти, но ничего не может сделать. Крутобок любит играть с котятами Двуногих, но позже понимает, что он совсем потерян.
Однажды Двуногая выбрасывает мусор, и Крутобок убегает в открытую дверь. В саду его встречает множество непонятных ему запахов и звуков. К сожалению, Двуногие скоро находят Крутобока и возвращают домой.
На следующий день Крутобок ходит по саду и ловит божью коровку. Котята Двуногих очень удивляются этому и дают ему игрушку-мышь. Сначала Крутобок радуется, но потом замечает, что эта мышь — фальшивая, и раздирает игрушку. Котята Двуногих расстроены, и Крутобок решает обследовать территорию.
Во время прогулки кот натыкается на собаку. Он в растерянности бежит от неё и прибегает к своим хозяевам, думая, что никогда не уйдёт из гнезда. От тоски Крутобок начинает портить вещи в гнезде Двуногих — хозяйка, явно недовольна поведением питомца, толкает его метлой.
Крутобок выбирается на улицу через окно. Он ловит мотылька и с грустью понимает, что пребывание здесь превращает его во взрослого котёнка. Он ищет лес, но везде одни гнёзда Двуногих. Когда кот спускается с дерева, то встречает домашнего кота Дюка и вступает с ним в бой. К сожалению, Крутобок проигрывает и бежит от обидчика. Он встречает кошку по имени Милли, и между ними завязывается дружеский разговор. Милли провожает нового знакомого до его дома.
Крутобоку снится сон. В этом сне он видит свою возлюбленную Серебрянку и свою дочь Ласточку. Любимые говорят, что не оставят его в трудную минуту.

## Отзывы
Издательство Publishers Weekly похвалило «Пропавшего воителя», книга может быть интересна и малым детям. «Школьный библиотечный журнал» похвалил, как «иллюстрации и карточки, вдохновленные мангой, хорошо сочетаются с историей. Формат позволяет выразить воображение и эмоции Крутобока». Рецензент посчитал книгу слишком короткой и малоинформативной. Лерой Дурессо похвалил как написание, так и оформление книги: «Сценарист Дэн Джолли сразу же приступает к делу, демонстрируя навыки ветеранского писателя комиксов, кратко и быстро вводя читателя в мир воинов Эрин Хантер ... Художник Джеймс Барри рисует аналогично анимационным фильмам».

## Интересные факты
Ошибки:
- Ласточку нарисовали без полос.
- Яролику нарисовали белой в крапинку (у неё не крапинка, а крупные пятна).
- На обложке сборника Милли изображена кремовой с более тёмными полосками и жёлтыми глазами.

## Критика
Издательство Publishers Weekly похвалило «Пропавшего воителя», издательство написало, что «Многие маленькие девочки сочтут эту мангу неотразимой». «Школьный библиотечный журнал» написал: «иллюстрации, вдохновленные мангой, хорошо сочетаются с историей. Формат позволяет выразить эмоции Крутобока». Рецензент посчитал книгу слишком короткой. Лерой Дурессо похвалил как написание, так и оформление книги: «Сценарист Дэн Джолли сразу же приступает к делу, демонстрируя навыки ветеранского писателя комиксов, кратко и быстро вводя читателя в мир «Котов-Воителей» Эрин Хантер... Художник Джеймс Барри рисует в манере, похожей на анимационные фильмы».

## История публикации
- The Lost Warrior (EN), HarperCollins (мягкая обложка), 24 апреля 2007 г.
- The Lost Warrior (EN), HarperCollins (альтернатива в мягкой обложке), 2007
- The Lost Warrior (EN), HarperCollins (мягкая обложка, импорт), 2008
- The Lost Warrior (EN), HarperCollins (переплет для библиотеки), 1 мая 2007 г.
- The Lost Warrior (EN), HarperCollins (переплет для библиотеки), сентябрь 2007 г.
- Der verlorene Krieger (DE), Tokyopop (мягкая обложка), 2008
- Ztracený válečník (Чехия), Zonerpress (мягкая обложка), 2008
- Kadonnut soturi (FI), Pauna Media Group, 2009 г.
- Пропавший воитель (RU), Tokyopop (мягкая обложка), 14 октября 2010 г.
- Graustreif und Millie (DE), Tokyopop (мягкая обложка), 14 октября 2010 г.
- The Lost Warrior (EN), HarperCollins (полноцветная репринт), 8 августа 2017 г.

## Персонажи
Главные:
- Крутобок,
- Милли.

Второстепенные:
- Двуногие,
- котята Двуногих.